# Mar del Plata Club
Mar del Plata Club es un club polideportivo de la ciudad de Mar del Plata, Buenos Aires, Argentina. Es miembro de la Unión de Rugby de Mar del Plata y su equipo compite en el Torneo Regional Pampeano.

## Historia
La historia del Mar del Plata Club está directamente relacionada con el colegio Mar del Plata Day School, debido a que el club se ha iniciado con los padres y alumnos de dicho colegio. Todo empezó cundo empezó la práctica de hockey y rugby de forma amateur y su posterior participación en los torneos de la Asociación Amateur Marplatense de Hockey sobre Césped y la Unión de Rugby de Mar del Plata. Luego de un tiempo el club obtendría su personería jurídica. 

## Rugby
Desde que empezó a competir en el torneo local de la Unión de Rugby de Mar del Plata, ha sido uno de los equipos más importantes, coronándose campeón por primera vez en 1976. Logró consagrarse campeón de Mar del Plata en 14 ocasiones y 9 veces del Regional Pampeano.
Es un participante habitual de los torneos del interior.

## Palmarés
| Torneos oficiales                    | Torneos oficiales                                                                      |
| Competición                          | Títulos                                                                                |
| ------------------------------------ | -------------------------------------------------------------------------------------- |
| Unión de Rugby de Mar del Plata (14) | (1976, 1979, 1981, 1982, 1984, 1985, 1987, 1989, 1990, 1992, 1995, 1999, 2001 y 2011). |
| Regional Pampeano (9)                | (2013, 2014, 2015, 2016, 2018, 2021, 2022, 2023 y 2024).                               |